# Street Dance of China
Street Dance of China (simplificado: 这！就是街舞, pinyin: Zhejiushijiewu), es una competencia de baile china estrenada el 24 de febrero del 2018 a través de Youku.

## Contenido
En el programa cuatro celebridades: Show Luo, Han Geng, Tao y Jackson Yee, son elegidos como "líderes de equipo", quienes seleccionan y entrenan a sus propios grupos de baile, de un grupo de 390 participantes. 
Posteriormente los participantes intentan impresionar bailando una variedad de estilos, como el breakdance, popping, locking, danza urbana moderna, danza tradicional, entre otros...

## Miembros

### Mentores
| Artista     | Edad | Ocupación                    | Puesto | N.º de episodios | Duración |
| ----------- | ---- | ---------------------------- | ------ | ---------------- | -------- |
| Show Luo    | 39   | Cantante                     | -      | -                | 2018     |
| Han Geng    | 34   | Cantante                     | -      | -                | 2018     |
| Tao (Z.Tao) | 25   | Rapero                       | -      | -                | 2018     |
| Jackson Yee | 18   | Cantante / Miembro de TFBoys | -      | -                | 2018     |

## Episodios
El programa tuvo 12 episodios durante la primera temporada. Posteriormente, la segunda temporada contó con 13 episodios y la tercera temporada con 12 episodios. Actualmente, la cuarta temporada se encuentra en emisión y cuenta con 12 episodios.

## Producción
El programa es patrocinado por "TikTok", también conocido como "Douyin", una aplicación de videos cortos en China.

### Popularidad
A su estreno el programa obtuvo una calificación de 9.5 sobre 10 en Youku y obtuvo más de 100 millones de visitas en los primeros días, convirtiéndola en la producción más exitosa de la plataforma en un año y medio.
Durante la mayor parte de la semana, el programa junto a los programas de baile Hot-Blood Dance Crew y Idol Producer, competían entre el primer, segundo y tercer lugar en las calificaciones diarias de Vlinkage para los programas de variedades en línea.